# Ordre de bataille lors de l'Offensive sur Prague
Ce qui suit est l'ordre de bataille des forces militaires en présence lors de l'offensive de Prague qui eut lieu du 6 mai au 11 mai 1945.

## Forces allemandes
Sous les ordres du général Ferdinand Schörner :
- Groupe d'armées Centre
  - 7e armée allemande
  - 4e armée de Panzers
  - 17e armée allemande
  - 1er armée de Panzers

Sous les ordres du général Lothar Rendulic :
- Groupe d'armées Ostmark

## Forces soviétiques
Sous les ordres du général Ivan Koniev :
- 31e armée soviétique
  - 1er front ukrainien
    - 2e armée polonaise

  - 2e front ukrainien
    - 9e armée de la Garde
    - 1re armée roumaine
    - 4e armée roumaine

  - 4e front ukrainien
    - 1er corps tchécoslovaque